# Acid isocyanic
Acid isocyanic là một hợp chất hữu cơ với công thức HNCO, được Liebig và Wöhler. phát hiện vào năm 1830. Chất không màu này dễ bay hơi và độc, với điểm sôi là 23,5 °C. Isocyanic acid là hợp chất hóa học ổn định đơn giản nhất chứa carbon, hydrogen, nitrogen, và oxygen, bốn thành phần phổ biến nhất trong hóa học hữu cơ và sinh học.

## Điều chế và phản ứng
Acid Isocyanic có thể được tạo ra bằng cách proton hóa anion cyanat, chẳng hạn như từ muối như cyanat kali, bằng khí hydro chloride hoặc acid như acid oxalic.
H+ + NCO- → HNCO
HNCO cũng có thể được tạo ra bởi sự phân hủy nhiệt độ cao của acid cyanuric, một trimer.
C3H3N3O3 → 3 HNCO
Isocyanic acid hydrolyses để carbon dioxide và amonia:
HNCO + H2O → CO2 + NH3
Ở nồng độ cao, acid isocyanic oligomerizes để cho acid cyanuric và cyamelide, một polymer. Những loài này thường dễ dàng tách ra khỏi các sản phẩm phản ứng pha lỏng hoặc khí. Dung dịch pha loãng của acid isocyanic ổn định ở dung môi trơ, ví dụ: ether và hydrocarbon có chứa chlor.
Acid Isocyanic phản ứng với các amin để tạo ra các urea (các carbamit):
HNCO + RNH2  → RNHC(O)NH2.Phản ứng này được gọi là carbamit hóa.
HNCO cho biết thêm qua các liên kết đôi electron giàu, chẳng hạn như vinylethers, để cung cấp cho isocyanates tương ứng.
Isocyanic acid cũng có trong các dạng khói khác nhau, bao gồm khói sương khói và khói thuốc lá. Nó được phát hiện bằng quang phổ khối, và dễ dàng hòa tan trong nước, gây nguy hiểm đến sức khoẻ cho phổi.

## Các đồng phân: acid Cyanic và acid fulminic
Sự quang phân nhiệt độ thấp của chất rắn có chứa HNCO ở nhiệt độ thấp đã cho thấy H-O-C≡N, được gọi là acid cyanic hoặc hydrogen cyanate; nó là một tautomer của isocyanic acit
Acid cyanic nguyên chất không bị cô lập, và acid isocyanic là dạng phổ biến nhất trong tất cả các dung môi. Đôi khi thông tin được trình bày cho acid cyanic trong sách tham khảo thực sự là đối với acid isocyanic. đã được cung cấp để cho thấy điều này là đúng.
Các acid cyanic và isocyanic là đồng phân của acid fulminic (H-C = N-O), một hợp chất không ổn định